# Золедроновая кислота
Золедро́новая кислота́, или золедрона́т (англ. zoledronic acid, или  zolEdronate; нем. Zoledronat), патентовано швейцарской компанией Novartis, — бисфосфонат, обладающий избирательным действием на костную ткань. Препарат подавляет активность остеокластов, поэтому применяется для лечения остеопороза. Не оказывает нежелательного воздействия на формирование, минерализацию и механические свойства костной ткани. Селективное действие на костную ткань основано на высоком сродстве к минерализованной костной ткани, но точный молекулярный механизм, обеспечивающий ингибирование активности остеокластов, до сих пор остается невыясненным. Обладает также прямыми противоопухолевыми свойствами, обеспечивающими дополнительную эффективность при костных метастазах.

## Физические свойства
Белый кристаллический порошок. Очень хорошо растворим в 0,1N растворе NaOH, плохо растворим в воде (рН 0,7%-го раствора золедроновой кислоты в воде около 2,0) и 0,1N HCl, практически нерастворим в органических растворителях.

## Фармакологическое действие
Антирезорбтивный механизм полностью не ясен, но установлено, что ряд факторов вносят вклад в этот эффект. In vitro ингибирует активность и индуцирует апоптоз остеокластов. Блокирует остеокластическую резорбцию минерализированной костной и хрящевой ткани. Ингибирует повышение активности остеокластов и высвобождение кальция из костной ткани под влиянием стимулирующих факторов, освобождающихся из опухолевых клеток.
В клинических исследованиях у пациентов с гиперкальциемией, обусловленной злокачественным новообразованием, показано, что однократное введение золедроновой кислоты сопровождается снижением уровня кальция и фосфора в крови и повышением экскреции кальция и фосфора с мочой.
Основным патофизиологическим механизмом развития гиперкальциемии при злокачественных новообразованиях и костных метастазах является гиперактивация остеокластов, приводящая к повышению костной резорбции. Избыточное высвобождение кальция в кровь вследствие костной резорбции приводит к полиурии и нарушениям со стороны желудочно-кишечного тракта, сопровождающимся прогрессирующей дегидратацией и снижением скорости клубочковой фильтрации. Это, в свою очередь, приводит к увеличению обратного всасывания кальция в почках, ещё более усугубляя системную гиперкальциемию и создавая порочный круг. Подавление избыточной резорбции костной ткани и поддержание адекватной гидратации являются необходимыми моментами в лечении пациентов с гиперкальциемией, обусловленной злокачественным новообразованием (ГКЗ).
Пациенты с ГКЗ по преобладающему патофизиологическому механизму могут быть разделены на две группы: пациенты с гуморальной гиперкальциемией и с гиперкальциемией вследствие опухолевой инвазии в костную ткань. В случае гуморальной гиперкальциемии активация остеокластов и стимуляция костной резорбции осуществляется такими факторами, как паратиреоидный гормон-связанный белок, вырабатываемый опухолевыми клетками и попадающий в системный кровоток. Гуморальная гиперкальциемия, как правило, развивается при сквамозно-клеточных злокачественных новообразованиях легких, головы и шеи, или опухолях мочеполовой системы, таких как почечно-клеточная карцинома или рак яичников. У этих пациентов костные метастазы могут отсутствовать или быть минимальными.
При распространенной инвазии опухолевых клеток в костную ткань ими вырабатываются локально действующие вещества, активирующие остеокластическую резорбцию, что также приводит к развитию гиперкальциемии. К новообразованиям, как правило, сопровождающимся локально-опосредованной гиперкальциемией, относятся рак груди и множественная миелома.
Общий показатель уровня кальция в сыворотке пациентов с ГКЗ может не отражать тяжесть гиперкальциемии вследствие сопутствующей гипоальбуминемии. В идеале для диагностики и лечения гиперкальциемических состояний необходимо определять уровень ионизированного кальция, однако во многих клинических ситуациях это исследование недоступно или выполняется недостаточно быстро. В связи с этим вместо измерения ионизированного кальция часто используется общий показатель уровня кальция с поправкой на уровень альбумина.

## Ядерная медицина
99mTc-золедроновая кислота — первый в мировой практике коммерческий радиофармацевтический препарат на основе золедроновой кислоты, предназначенный для выявления патологических изменений костной системы методами ядерной медицины. Основным отличием от существующих радиофармацевтических препаратов подобного типа является использование в качестве основной субстанции (таргетного носителя) бисфосфоната последнего поколения — золендроновой кислоты, которая обладает максимальной аффинностью (по сравнению с другими используемыми бисфосфонатами) к участкам патологически повышенной резорбции костной ткани, в том числе к очагам метастатического происхождения при новообразованиях различных локализации и происхождения.
Остеосцинтиграфия с препаратом 99mTc-золедроновая кислота:
- Позволяет выявлять литические метастазы при первичной диагностике костных поражений скелета при раке предстательной железы, что позволяет рекомендовать раннее назначение препаратов золендроновой кислоты для лечения и предупреждения дальнейшего метастазирования.
- Возможность дифференциальной диагностики между метастатическим поражением скелета и костно-дегенеративными изменениями неонкогенной природы, что определяет выбор дальнейшей терапии.
- Диагностика с помощью 99mTc-золедроновой кислоты позволяет диагностировать активность деструктивного процесса при дегенеративных поражениях скелета неонкогенной природы, — в частности, при заболеваниях суставов и позвоночника[3].

## Защита от старения и от радиации
Оказалось, что Золедронат способен продлить сроки функциональной активности человеческих МСК путём снижения скорости накопления повреждений ДНК при старении организма и при терапии пациентов, получающих лучевую терапию. Он позволяет дольше сохранить способность МСК к пролиферации и дифференцировке in vitro. Кроме того, введение золедроната перед облучением повышало выживание мезенхимальных клеток-предшественников у мышей..
Удивительным "побочным" эффектом лечения пациентов от остеопороза азотистыми бисфосфонатами, к которым относится золедроновая кислота, оказалось продление жизни за счет снижения смертности., которое наблюдалось даже после лечения однократной дозой лекарства только раз в год.
Плацебо-контролируемое исследование продемонстрировало, что ежегодный одноразовый прием 5 мг золедроната снижает смертность у пожилых пациентов перенесших перелом бедра на 28%.
Это продление жизни было подтверждено и в опытах на лабораторных животных.
Геропротекторные свойства золедроната, очевидно, обусловлены тем что он, ингибируя активность pAKT в сигнальном пути mTOR, поднимает устойчивость организма к окислительному стрессу, изменяя активность фактора транскрипции dFOXO/FOXO1 (фактора долголетия, регулирующего сигналы окислительного стресса через пути мевалоната). Кроме того золедронат снижает накопление индуцированных рентгеновскими лучами повреждений ДНК за счет ингибирования фермента фарнезилпирофосфатсинтазы.
Эти данные открывают новые возможности для защиты МСК от побочных эффектов лучевой терапии у больных раком и во время культивации МСК для использования в регенеративной медицине. Учитывая тот факт, что золедронат уже используется в клинической практике с хорошими показателями безопасности, обнаруженные новые способности этого препарата легко внедрить для использования в клинике.

## Побочное действие
На фоне приема золедроната может развиться остеонекроз челюсти. Вероятность этого побочного действия может достигать от 1,0 до 2,3% после 3 лет лечения, особенно у больных раком, если у пациента в период лечения удаляли зубы и он при этом не соблюдал гигиену полости рта.